# Ourton
Ourton est une commune française située dans le département du Pas-de-Calais en région Hauts-de-France. Ses habitants sont appelés les Ourtonais. La commune est membre de la communauté d'agglomération de Béthune-Bruay, Artois-Lys Romane.

## Géographie

### Localisation
Localisée dans le sud-est du département du Pas-de-Calais, Ourton est une commune rurale située à 14 km au sud-ouest de la commune de Béthune (chef-lieu d'arrondissement).
Le territoire de la commune est limitrophe de ceux de cinq communes.
Les communes limitrophes sont  Beugin, Camblain-Châtelain, Divion, Diéval et La Comté.

### Géologie et relief
La superficie de la commune est de 5,28 km2 ; son altitude varie de 73  à   163 m.

### Hydrographie
Le territoire de la commune est situé dans le bassin Artois-Picardie.
La commune est traversée par la Biette, cours d'eau naturel d'une longueur de 9 km, qui prend sa source dans la commune de Diéval et qui se jette dans la Lawe au niveau de la commune de Bruay-la-Buissière.

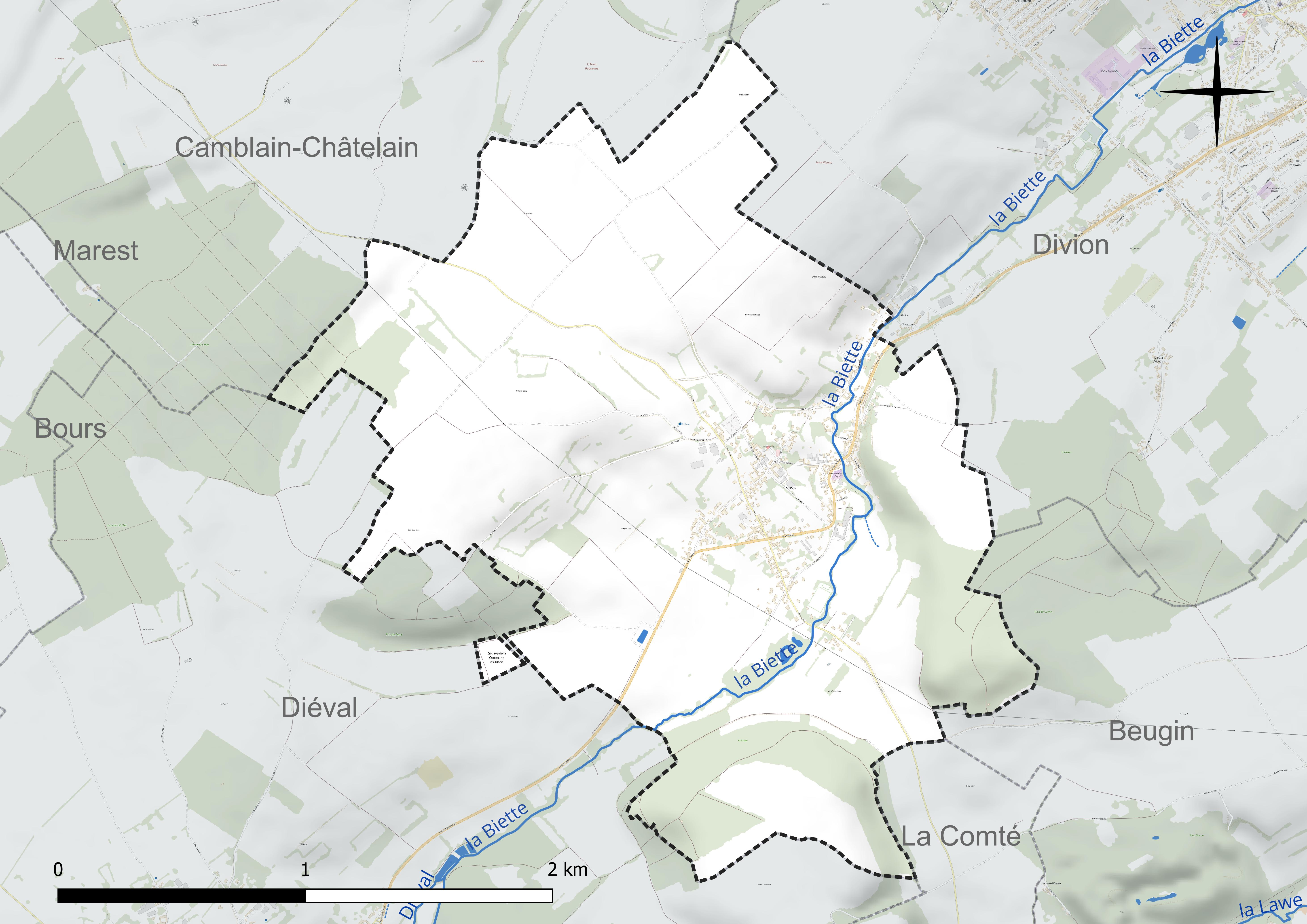
Réseau hydrographique d'Ourton.

### Climat
Pour des articles plus généraux, voir Climat des Hauts-de-France et Climat du Nord-Pas-de-Calais.
En 2010, le climat de la commune est de type climat océanique altéré, selon une étude du CNRS s'appuyant sur une série de données couvrant la période 1971-2000. En 2020, Météo-France publie une typologie des climats de la France métropolitaine dans laquelle la commune est exposée à un climat océanique et est dans la région climatique Côtes de la Manche orientale, caractérisée par un faible ensoleillement (1 550 h/an) ; forte humidité de l’air (plus de 20 h/jour avec humidité relative > 80 % en hiver), vents forts fréquents.
Pour la période 1971-2000, la température annuelle moyenne est de 10,1 °C, avec une amplitude thermique annuelle de 13,7 °C. Le cumul annuel moyen de précipitations est de 862 mm, avec 13 jours de précipitations en janvier et 9,2 jours en juillet. Pour la période 1991-2020, la température moyenne annuelle observée sur la station météorologique la plus proche, située sur la commune de Fiefs à 12 km à vol d'oiseau, est de 10,4 °C et le cumul annuel moyen de précipitations est de 1 070,6 mm,. Pour l'avenir, les paramètres climatiques de la commune estimés pour 2050 selon différents scénarios d'émission de gaz à effet de serre sont consultables sur un site dédié publié par Météo-France en novembre 2022.

### Milieux naturels et biodiversité

#### Zone naturelle d'intérêt écologique, faunistique et floristique
L’inventaire des zones naturelles d'intérêt écologique, faunistique et floristique (ZNIEFF) a pour objectif de réaliser une couverture des zones les plus intéressantes sur le plan écologique, essentiellement dans la perspective d’améliorer la connaissance du patrimoine naturel national et de fournir aux différents décideurs un outil d’aide à la prise en compte de l’environnement dans l’aménagement du territoire.
Le territoire communal comprend une ZNIEFF de type 1 : les coteaux et bois d'Ourton. Situé dans la région de Béthune (Artois septentrional), ce site fait partie des derniers paysages naturels et semi-naturels de ce territoire très marqué par l’agriculture intensive, l’urbanisation et l’exploitation minière.

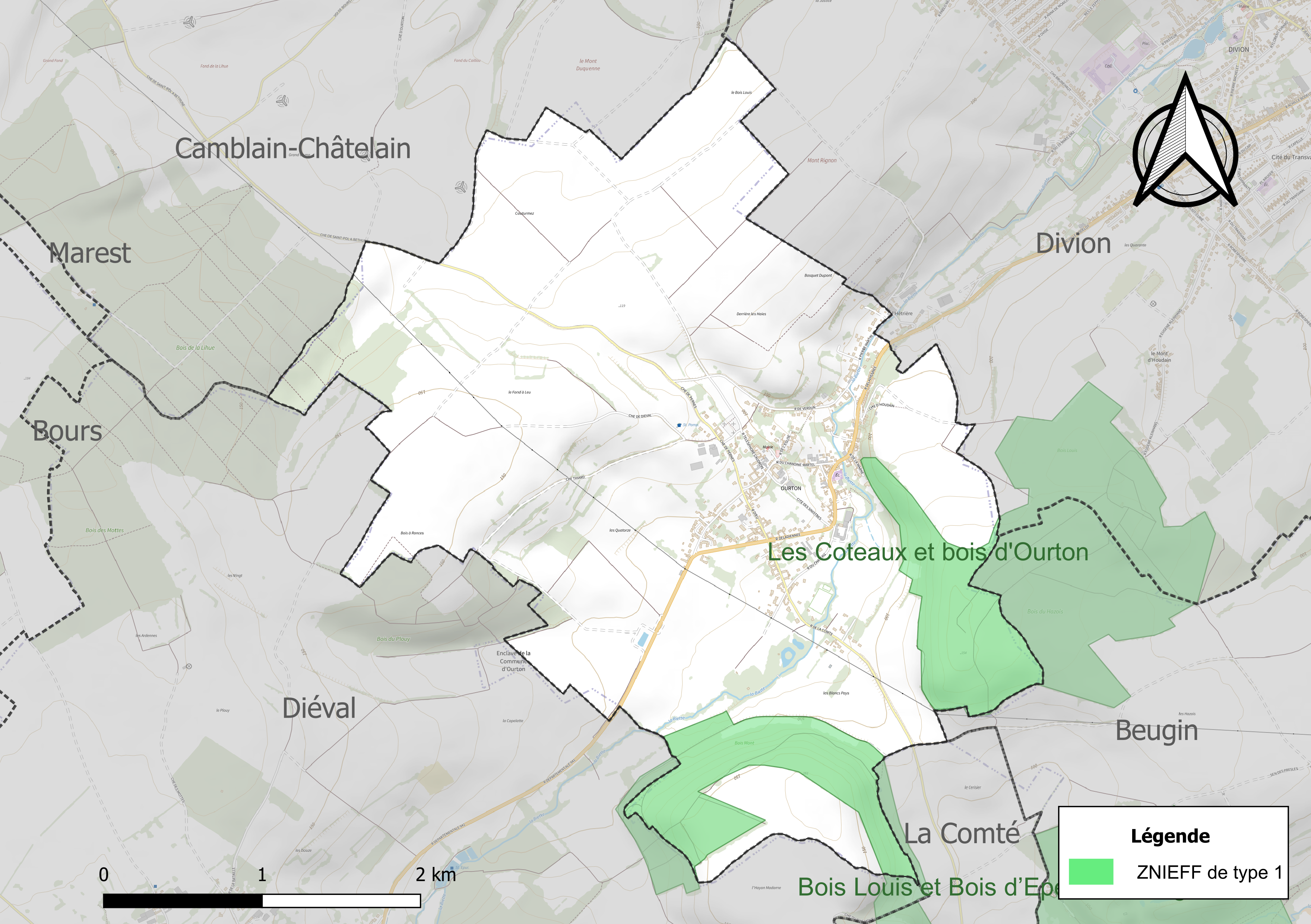
Carte de la ZNIEFF sur la commune.

#### Espèces faunistiques et floristiques
L’Inventaire national du patrimoine naturel (INPN) recense plusieurs espèces faunistiques et floristiques sur le territoire de la commune dont certaines sont protégées et d’autres menacées et quasi-menacées.

## Urbanisme

### Typologie
Au 1er janvier 2024, Ourton est catégorisée commune rurale à habitat dispersé, selon la nouvelle grille communale de densité à sept niveaux définie par l'Insee en 2022.
Elle est située hors unité urbaine et hors attraction des villes,.

### Occupation des sols
L'occupation des sols de la commune, telle qu'elle ressort de la base de données européenne d’occupation biophysique des sols Corine Land Cover (CLC), est marquée par l'importance des territoires agricoles (79 % en 2018), une proportion identique à celle de 1990 (79 %). La répartition détaillée en 2018 est la suivante : 
terres arables (61,9 %), prairies (17,1 %), forêts (11,9 %), zones urbanisées (9,1 %). L'évolution de l’occupation des sols de la commune et de ses infrastructures peut être observée sur les différentes représentations cartographiques du territoire : la carte de Cassini (XVIIIe siècle), la carte d'état-major (1820-1866) et les cartes ou photos aériennes de l'IGN pour la période actuelle (1950 à aujourd'hui).

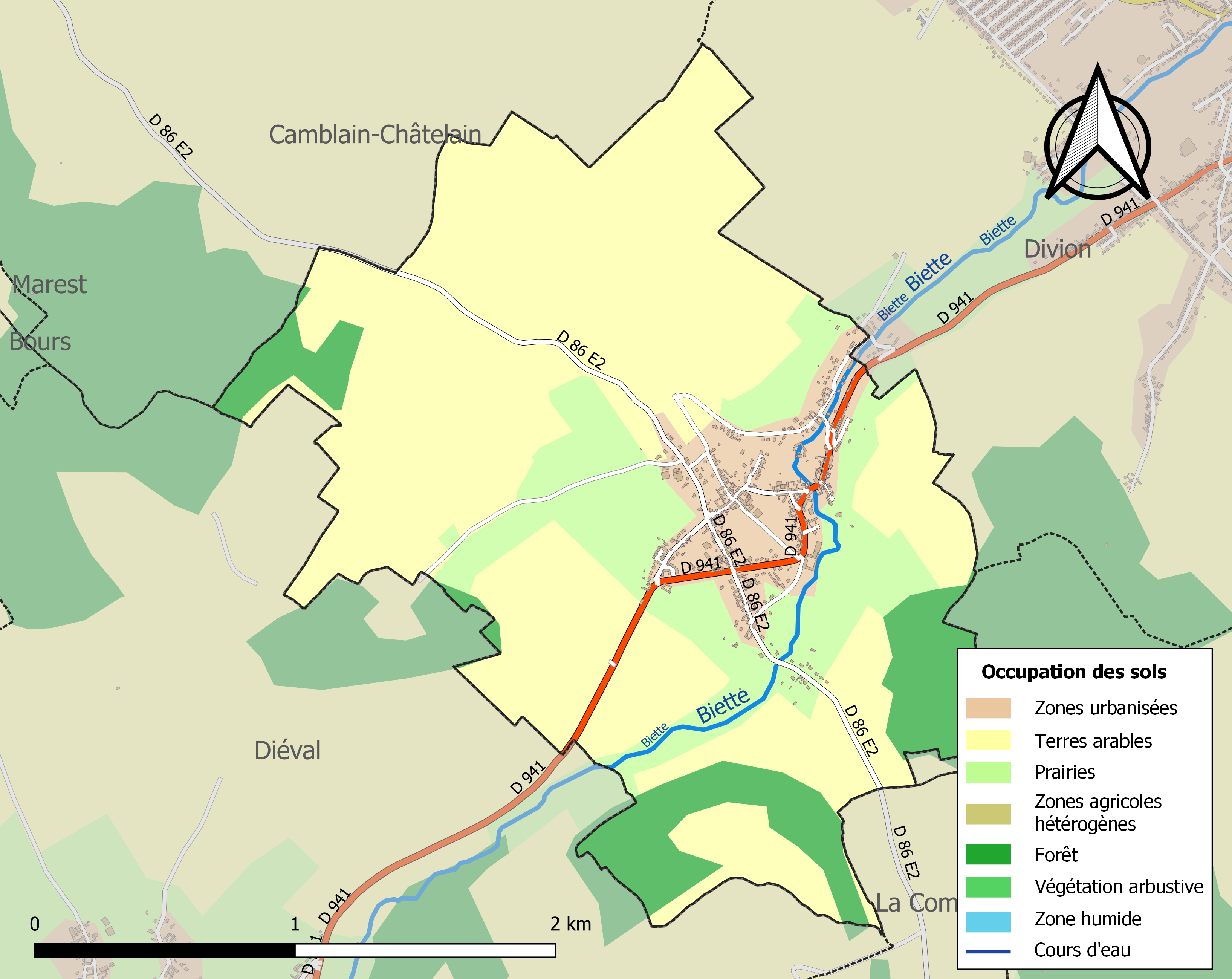
Carte des infrastructures et de l'occupation des sols de la commune en 2018 (CLC).

### Voies de communication et transports

#### Transport ferroviaire
La commune était située sur la ligne de Bully - Grenay à Brias, une ancienne ligne de chemin de fer qui reliait, de 1875 à 1990, Bully-les-Mines à Brias.

## Toponymie
Le nom de la localité est attesté sous les formes Orton en 1192 ; Orthon en 1238 ; Ourton en 1261 ; Urthon, Ourthon au XIIIe siècle ; Ourhon en 1793 et Ourton depuis 1801.
D'un nom de personne germanique Ordo(n).

## Histoire
Pendant la Première Guerre mondiale, des troupes françaises ont séjourné sur la commune située à l'arrière du front de l'Artois, à différentes occasions, par exemple en mai 1915. À la même période, une remise de décorations (légion d'honneur, médaille militaire) a eu lieu sur la commune.

## Politique et administration

### Découpage territorial
La commune se trouve dans l'arrondissement de Béthune du département du Pas-de-Calais.

#### Commune et intercommunalités
La commune est membre de la communauté d'agglomération de Béthune-Bruay, Artois-Lys Romane qui regroupe 100 communes et totalise 275 327 habitants en 2021.

#### Circonscriptions administratives
La commune est rattachée au canton d'Auchel.

#### Circonscriptions électorales
Pour l'élection des députés, la commune fait partie de la dixième circonscription du Pas-de-Calais.

### Élections municipales et communautaires

#### Liste des maires
| Période                                  | Période                      | Identité                | Étiquette | Qualité |
| ---------------------------------------- | ---------------------------- | ----------------------- | --------- | --- |
| Les données manquantes sont à compléter. |                              |                         |           | |
| mars 2001                                | 2003                         | Dominique Dufay         |           | |
| 2003                                     | En cours (au 1er avril 2022) | Jean-Charles Cordonnier | SE        | Responsable comptable Élu pour le mandat 2003-2008 Réélu pour le mandat 2008-2014 Réélu pour le mandat 2014-2020, Réélu pour le mandat 2020-2026, |

## Population et société

### Démographie
Les habitants sont appelés les Ourtonais.

#### Évolution démographique
L'évolution du nombre d'habitants est connue à travers les recensements de la population effectués dans la commune depuis 1793. Pour les communes de moins de 10 000 habitants, une enquête de recensement portant sur toute la population est réalisée tous les cinq ans, les populations de référence des années intermédiaires étant quant à elles estimées par interpolation ou extrapolation. Pour la commune, le premier recensement exhaustif entrant dans le cadre du nouveau dispositif a été réalisé en 2006.

En 2022, la commune comptait 724 habitants, en évolution de −5,97 % par rapport à 2016 (Pas-de-Calais : −0,72 %, France hors Mayotte : +2,11 %).
| 1793 | 1800 | 1806 | 1821 | 1831 | 1836 | 1841 | 1846 | 1851 |
| ---- | ---- | ---- | ---- | ---- | ---- | ---- | ---- | ---- |
| 273  | 276  | 292  | 339  | 332  | 357  | 376  | 408  | 400  |

| 1856 | 1861 | 1866 | 1872 | 1876 | 1881 | 1886 | 1891 | 1896 |
| ---- | ---- | ---- | ---- | ---- | ---- | ---- | ---- | ---- |
| 384  | 370  | 404  | 434  | 428  | 450  | 470  | 460  | 515  |

| 1901 | 1906 | 1911 | 1921 | 1926 | 1931 | 1936 | 1946 | 1954 |
| ---- | ---- | ---- | ---- | ---- | ---- | ---- | ---- | ---- |
| 593  | 705  | 729  | 684  | 664  | 622  | 641  | 564  | 604  |

| 1962 | 1968 | 1975 | 1982 | 1990 | 1999 | 2006 | 2011 | 2016 |
| ---- | ---- | ---- | ---- | ---- | ---- | ---- | ---- | ---- |
| 726  | 732  | 703  | 726  | 704  | 700  | 760  | 773  | 770  |

| 2021 | 2022 | - | - | - | - | - | - | - |
| ---- | ---- | - | - | - | - | - | - | - |
| 737  | 724  | - | - | - | - | - | - | - |

#### Pyramide des âges
En 2018, le taux de personnes d'un âge inférieur à 30 ans s'élève à 36,0 %, soit en dessous de la moyenne départementale (36,7 %). À l'inverse, le taux de personnes d'âge supérieur à 60 ans est de 25,0 % la même année, alors qu'il est de 24,9 % au niveau départemental.
En 2018, la commune comptait 377 hommes pour 390 femmes, soit un taux de 50,85 % de femmes, légèrement inférieur au taux départemental (51,50 %).
Les pyramides des âges de la commune et du département s'établissent comme suit.
| Hommes | Classe d’âge | Femmes |
| ------ | ------------ | ------ |
| 0,0    | 90 ou +      | 1,6    |
| 5,6    | 75-89 ans    | 9,2    |
| 16,4   | 60-74 ans    | 17,2   |
| 20,4   | 45-59 ans    | 19,0   |
| 20,5   | 30-44 ans    | 18,0   |
| 18,7   | 15-29 ans    | 16,2   |
| 18,4   | 0-14 ans     | 18,8   |

| Hommes | Classe d’âge | Femmes |
| ------ | ------------ | ------ |
| 0,5    | 90 ou +      | 1,6    |
| 5,6    | 75-89 ans    | 8,9    |
| 16,7   | 60-74 ans    | 18,1   |
| 20,2   | 45-59 ans    | 19,2   |
| 18,9   | 30-44 ans    | 18,1   |
| 18,2   | 15-29 ans    | 16,2   |
| 19,9   | 0-14 ans     | 17,9   |

### Vie associative
La Confrérie St. Roch des Charitables d’Ourton. Elle existe depuis le XIIe siècle.

## Culture locale et patrimoine

### Lieux et monuments

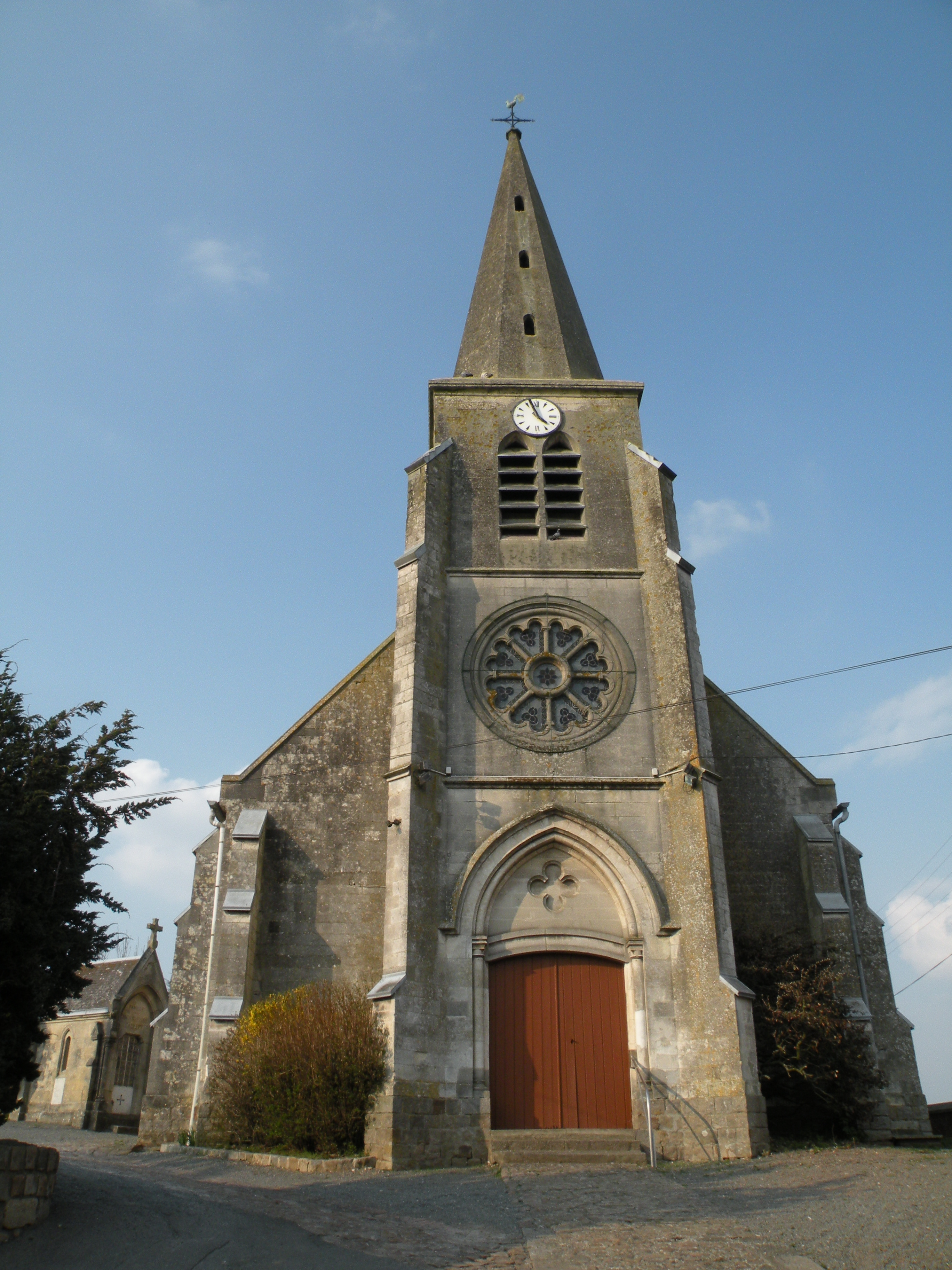
L'église Saint-Vaast.

- L'église Saint-Vaast. Elle est située sur le versant ouest de la vallée, dans l'enclos paroissial servant de cimetière. Elle domine le village. La construction a débuté en 1856 et s'est achevée en janvier 1857. Elle a été construite par M. de Grigny. La tour de l'église fait 11 mètres de haut, elle est surmontée par une flèche de 11,25 m qui a quatre côtés de 3,33 m ; elle se compose de 6 côtés d'hexagones de 1,47 m et comprend une rosace qui ajoute puissamment à la beauté du monument. Aussi Ourton est fière de sa belle église qui accuse un style gothique impeccable[28].
- Le monument aux morts[29].

### Héraldique
| Blason de Ourton | Blason  | D'argent à trois fleurs de lis au pied nourri de gueules; à la bordure du même. |
| Blason de Ourton | Détails | Armes de la famille picarde De Vignacourt Adopté par la municipalité.           |

## Pour approfondir

#### Bases de données, dictionnaires et encyclopédies
- Ressources relatives à la géographie :   - Insee (communes)
  - Ldh/EHESS/Cassini
- Ressource relative à plusieurs domaines :   - Annuaire du service public français
- Notices d'autorité :   - BnF (données)